# بخش نرک
بخش نرک (به فرانسوی: Arrondissement de Nérac) یک بخش در فرانسه است که در لو-ا-گرون واقع شده‌است.